# Hermes João Webber
Hermes João Webber (Caxias do Sul, ? — Caxias do Sul, 1983) foi um político, esportista e empresário brasileiro.

## Biografia
Era filho de Fioravante Webber e Emília Zugno, tendo as irmãs Terezinha e Irma. Iniciou sua vida pública como esportista, sendo capitão em 1936 e 1937 do Aymoré Futebol Clube, e em 1944 era membro do seu Conselho Deliberativo. Em 1949 assumiu a presidência da comissão que construiu o estádio do Grêmio Esportivo Flamengo (hoje o SER Caxias), sendo elogiado pelos seus grandes esforços. Foi ainda tesoureiro do Clube Juvenil.
Neste ínterim já havia ingressado no serviço público municipal como funcionário da Prefeitura de Caxias, e em 1948 era o responsável pela Diretoria de Obras e Viação. Em 1951 fez parte de uma comissão da Cooperativa de Consumo dos Servidores Públicos de Caxias do Sul para a construção de uma sede própria. No mesmo ano foi eleito vice-prefeito de Caxias na chapa liderada por Euclides Triches, representando uma coligação dos partidos PSD, PRP, PL e UDN. Ao mesmo tempo, permaneceu na chefia da Direção de Obras do município. Em 31 de janeiro de 1954 assumiu a Prefeitura com o licenciamento de Triches para disputar a prefeitura de Porto Alegre, governando até 31 de dezembro de 1955. Em 1956, na gestão de Rubem Bento Alves, foi diretor do Departamento Municipal de Obras. Em 1959 foi candidato a prefeito mas não venceu. Em 1963 venceu novamente as eleições para prefeito representando a coligação ADC, que incluía os partidos PSD, PDC, PRP, PL, UDN e MTR, tendo omo vice Idorly Zatti e permanecendo no cargo até 1968.
Destaca-se em suas gestões a atenção ao abastecimento de água. Ainda como vice-prefeito e diretor de Obras abriu concorrência para a construção de uma represa no distrito de Galópolis, iniciou a construção da represa São Miguel e a colocou em operação, e instalou uma rede de distribuição no bairro Cinquentenário. Depois como prefeito fez os primeiros estudos para a construção de uma represa no arroio Marrecas, adiantou as obras da represa da Maestra, construiu reservatórios nos bairros, estações de tratamento no bairro Burgo e nos distritos de Forqueta, Ana Rech, Galópolis, Fazenda Souza, Vila Seca e Criúva, e a represa São Paulo, que concluiu as obras do Sistema Dal Bó. Desempenhou papel de grande relevo para o ensino local. Construiu dezenas de escolas, e foi um dos idealizadores e fundadores da Universidade de Caxias do Sul (UCS), juntamente com o médico Virvi Ramos e o bispo dom Benedito Zorzi, projeto que se materializou em 10 de fevereiro de 1967. Além disso, através da Prefeitura doou bens móveis e os terrenos onde a UCS foi instalada, e instituiu bolsas de estudo para financiar os estudantes universitários, uma iniciativa inédita no estado. Segundo Jimmy Rodrigues, sua atuação na área do ensino em todos os graus foi uma das mais expressivas na história da administração pública caxiense, e um dos motivos pelos quais o nível de analfabetismo na cidade caiu para um dos mais baixos no país.
Várias vezes foi louvado na imprensa e recebeu homenagens públicas pela sua operosidade, podendo ser citadas entre outras de suas obras o calçamento de mais de 100 quadras, a abertura de várias estradas rurais, num total de mais de 70 km, levou a cabo a construção do parque e da sede atual da Prefeitura, que originalmente abrigaram as exposições da Festa da Uva, fez a doação dos terrenos onde foi construído o Instituto de Pesquisas Enológicas, o primeiro em seu gênero no Brasil, construiu a Vila dos Municipários, dotando-a de armazém, escola, igreja e ambulatório, apoiou os produtores de uva, criou o Conselho Municipal de Esportes, a Comissão de Amparo à Infância e a Usina Caxiense de Leite, promoveu construção de pontes na zona rural e do Mercado Público, iniciou a elaboração de um novo Plano Diretor, e instalou a telefonia na zona de São Gotardo e nos distritos de Criúva, Santa Lúcia do Piaí e Vila Seca.
Depois de deixar a Prefeitura foi nomeado curador da UCS e foi um dos sócios fundadores da Companhia de Desenvolvimento de Caxias do Sul (Codeca), responsável pela coleta de lixo, empresa da qual foi o primeiro presidente. Foi casado com Célia Mendes e hoje seu nome batiza uma rua de Caxias do Sul.